# Parco nazionale di Pu Mat
Il parco nazionale di Pu Mat (in vietnamita:Vườn quốc gia Pù Mát) è un'area naturale protetta del Vietnam. È stato istituito nel 2001 e occupa una superficie di 911,13 km² nel sud-ovest della provincia di Nghe An. È considerata la principale riserva faunistica del Vietnam e un importante foresta vergine. Al suo interno vivono 896 specie floristiche, 241 specie di mammiferi, 137 specie di uccelli, 25 specie di rettili e 15 specie di anfibi.